# Carl Langhein
Carl Johannes Louis Langhein (né le 29 février 1872 à Hambourg, mort le 26 juin 1941 à Hadamar) est un peintre allemand.

## Biographie

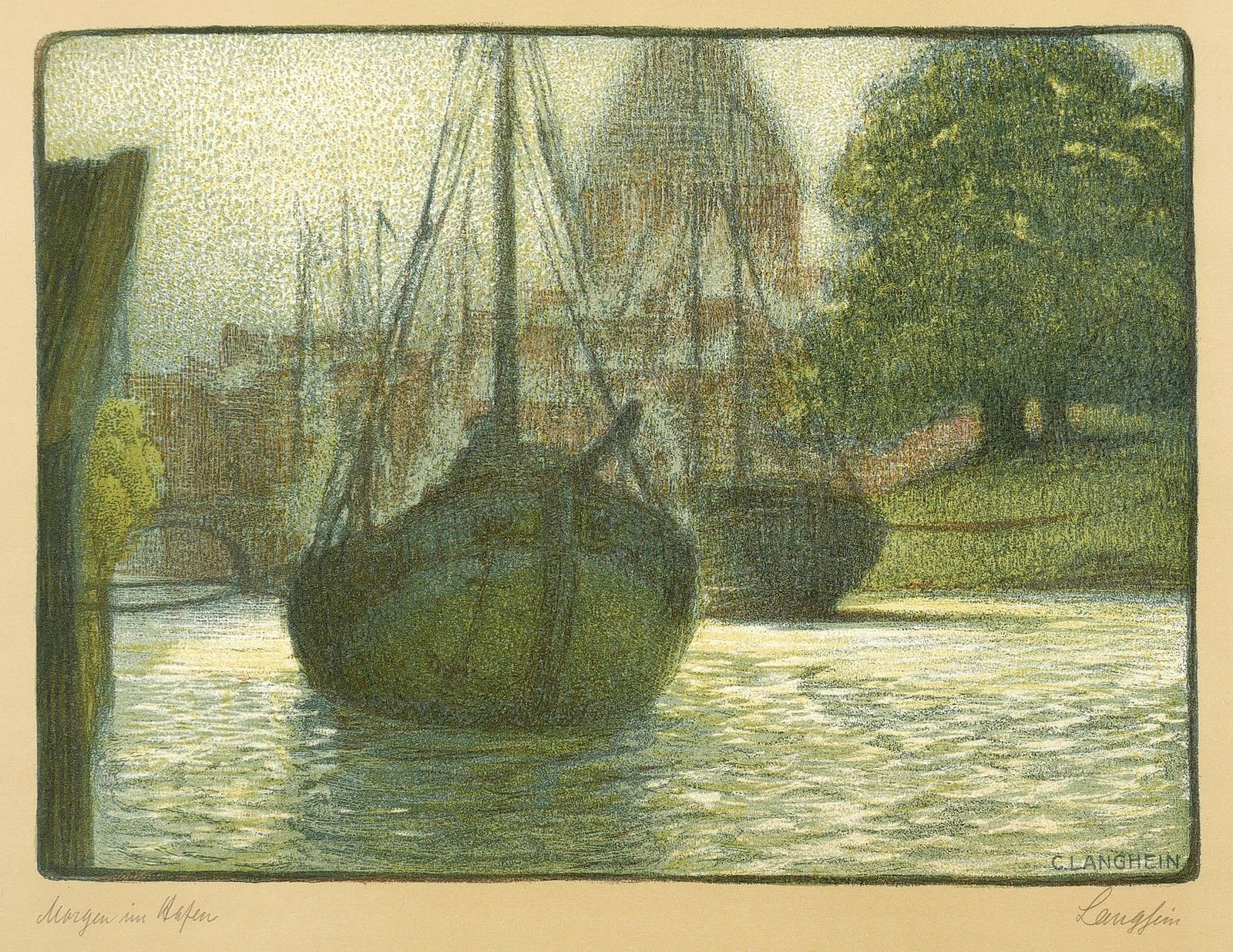
Matin au port, lithographie d'après un tableau de 1905

Carl Langhein est né à Hambourg est le fils du tapissier et décorateur Carl Jacob Martin Langhein (1846–1914) et de son épouse Louise Catharina Maria Westphal (1849–1873). Il fréquente une Volksschule à Hambourg de 1879 à 1886. Il effectue ensuite un apprentissage de lithographe à la Kunstanstalt AG de Wandsbek (anciennement Gustav W. Seitz) jusqu'en 1890. De plus, il suit des cours de dessin à l'école de commerce de Hambourg à partir de 1888. De 1890 à 1891, il travaille comme chromolithographe à la Lithographische Kunstanstalt Kaufbeuren (anciennement Hans Kohler & Co.) dans l'Allgäu. De 1891 à 1892, il étudie à l'Académie des arts de Berlin auprès de Robert Warthmüller. De 1892 à 1896, il étudie à l'Académie des beaux-arts de Karlsruhe auprès de Carlos Grethe (en) et Robert Poetzelberger. Parfois, il reste pour peindre dans l'école de Grötzingen. En 1895, Langhein devient l'assistant de Leopold von Kalckreuth et, jusqu'en 1912, chef de l'atelier de lithographie de l'académie d'art qu'ils fondent. Les bourses de Hambourg de la Fondation Averhoff et de la Société patriotique de 1765 permettent à Langhein de faire des voyages d'étude au milieu des années 1890, par exemple chez Adolf Hölzel au Dachauer Moos, dont il devient l'élève. De 1897 à 1926, Langhein est le directeur général de la nouvelle Kunstdruckerei Künstlerbund Karlsruhe (de) (KKK), initialement sous le nom de Steindruckerei Langhein. Kunstdruckerei für den Künstlerbund. De 1900 à 1912, il est également maître de conférences en lithographie à l'école des arts et métiers, à l'école de peinture pour femmes et à l'école polytechnique de Karlsruhe. À partir de 1896, Langhein se rend à plusieurs reprises dans la région côtière du nord de l'Allemagne près de Cuxhaven pour peindre, y compris avec Eduard Euler. Bientôt, il découvre Otterndorf sur la Medem (de) à l'est de Cuxhaven, où il se rend souvent. En 1898, il épouse Anna Elisabeth Schmider (1877–1956) à Karlsruhe.
Dans le cadre des célébrations de l'anniversaire des noces d'or du grand-duc de Bade Frédéric et de la grande-duchesse Louise, en 1906, le Grand-Duc décerne le titre de professeur à Carl Langhein et Albert Haueisen (de), Wilhelm Süs (de) et Hermann Göhler. La même année, Langhein crée un atelier à Otterndorf. En 1907, en tant que directeur général de la Kunstdruckerei Künstlerbund Karlsruhe, il cofonde le Deutscher Werkbund. En 1910, il déménage de Karlsruhe à Ettlingen avec sa femme et ses trois enfants. À partir de 1911, il fait construire une maison au Schleusenstrasse 147 à Otterndorf, car son atelier à Otterndorf aurait été trop petit pour lui et sa famille. Il joue un rôle décisif dans les projets architecturaux ainsi que dans la conception du mobilier intérieur. En 1912, lui et sa famille emménagent dans la nouvelle maison, qu'il nomme Haus Hochkamp.
Pendant la Première Guerre mondiale, Langhein est dans la Kaiserliche Marine, où il devient Leutnant der Seewehr. En raison de ses services, il reçoit la croix hanséatique. En 1918, il fonde la GmbH Hanseatischer Kunstverlag basée à Hambourg, inscrite au registre du commerce de Hambourg le 19 décembre 1918.
En 1926, il tombe malade, a une paralysie générale et une démence en augmentation constante et est placé dans l'hôpital psychiatrique de Lunebourg (de) en 1927. Dans le cadre du programme d'euthanasie nazi Aktion T4, il est transféré de Lunebourg au Vitos Herborn (de) en 1941 et de là au centre de mise à mort de Hadamar, où il est gazé avec du monoxyde de carbone le 26 juin 1941.